# Famille Portman
Pour les articles homonymes, voir Portman.

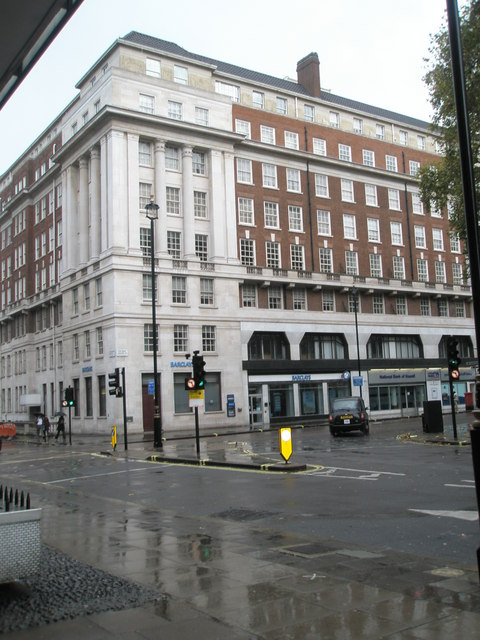
Portman Square à Londres W1

La famille Portman est une des grandes familles de la noblesse britannique, possédant des titres dans la pairie du Royaume-Uni, et implantée en Angleterre et en Écosse.
Ses racines remontent au début du XIIIe siècle, ses descendants actuels étant issus de Sir William Portman, président de la Haute Cour d'Angleterre et de Galles au XVIe siècle[réf. nécessaire].

## Dynastie immobilière
Un domaine de 110 acres, d’Oxford Street au Regent’s Canal, fut accordé par Henri VIII à Sir William Portman qui continue à acheter des terres près de Londres. Il fonde un empire immobilier qui assure la base de la richesse de la famille Portman jusqu'à nos jours.
La famille Portman est aujourd'hui l'une des plus riches en Grande-Bretagne, placée au 33e rang du classement du « Sunday Times Rich List (en) 2005 », et figure parmi les premières dynasties immobilières de Londres.
Avec ses propriétés au North London en Saint John’s Wood, Baker Street, Bayswater Road, Regent’s Park Road et Holland Park, ainsi que le célèbre Portman Square avec le Jockey Club et l’ambassade de Chine, la famille Portman se range en 4e position des cinq familles aristocratiques au patrimoine foncier le plus important de la capitale britannique, après les familles Grosvenor, Cadogan et Townshend.
Justin Portman, demi-frère du 10e vicomte Portman, est séparé depuis juin 2011 de la top model russe Natalia Vodianova.

### Portman estate
Le domaine Portman Estate détenu par les Portman comprend des bâtiments dans le quartier de Marylebone à Londres. Il s'étend sur 110 acres, et se compose d'environ 800 appartements et propriétés, 215 bureaux, 130 commerces et restaurants, 32 hôtels et débits de boisson, soit environ 190 000 m2 exploitables.
Il englobe le Montagu Square, Oxford Street, Manchester Square, Bryanston Square et Crawford Street.

## Liste des baronnets et vicomtes Portman

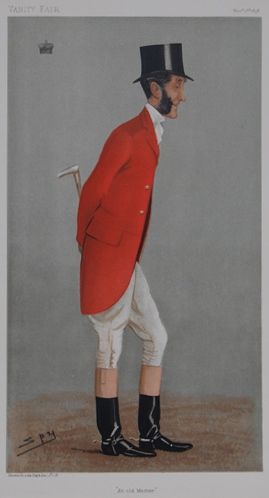
Caricature du 2e vicomte Portman

### Baronnet Portman (1611)
Baronnet Portman est un titre du baronnetage d'Angleterre créé le 25 novembre 1611 pour John Portman, petit-fils de Sir William Portman. Le titre de baronnet s'éteint à la mort du 6e baronnet Portman en 1690. Henry Seymour, cinquième fils de Sir Edward Seymour, et descendant indirect de Sir John Portman fait relever le nom et assure la succession.
- 1611-1612 : John Portman († 1612)
- 1612-1623 : Henry Portman († 1623)
- 1623-1624 : John Portman († 1624)
- 1624-1632 : Hugh Portman († 1632)
- 1632-1645 : William Portman († 1645)
- 1645-1690 : William Portman († 1690)

### Vicomte Portman (1873)
Vicomte Portman (de Bryanston dans le Dorset) est un titre dans la pairie du Royaume-Uni, créé en 1873 pour l'ancien Lord Lieutenant du Somerset et député libéral, Edward Portman, 1er baron Portman. Il avait déjà été créé en 1837 Baron Portman (d'Orchard Portman dans le Somerset), également dans la même pairie.
- 1873-1888 : Edward Berkeley Portman (1799-1888)
- 1888-1919 : Henry Berkeley Portman (1829-1919)
- 1919-1923 : Henry Berkeley Portman (1860-1923)
- 1923-1929 : Claud Berkeley Portman (1864-1929)
- 1929-1942 : Edward Claud Berkeley Portman (1898-1942)
- 1942-1946 : Seymour Berkeley Portman (1868-1946)
- 1946-1948 : Gerald Berkeley Portman (1875-1948)
- 1948-1967 : Gerald William Berkeley Portman (1903-1967)
- 1967-1999 : Edward Henry Berkeley Portman (en) (1934-1999)
- depuis 1999 : Christopher Edward Berkeley Portman (en) (né en 1958)

## Galerie

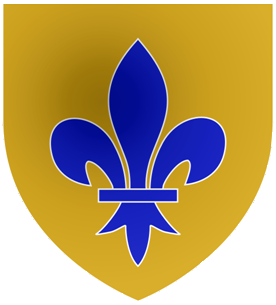
Armes de Portman.
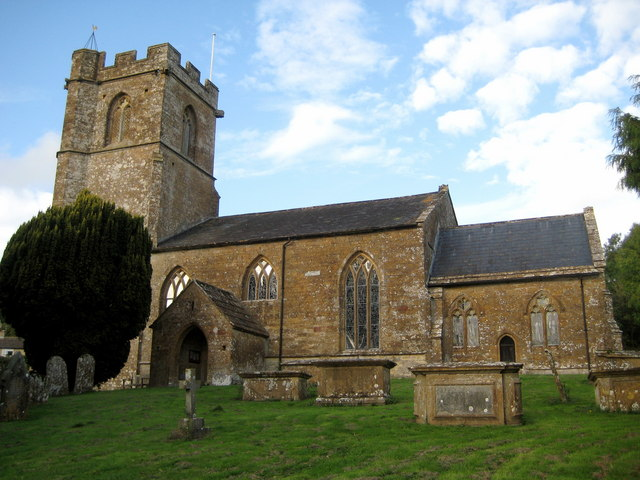
St Mary the Virgin, propriété de la famille Portman jusqu'en 1924.
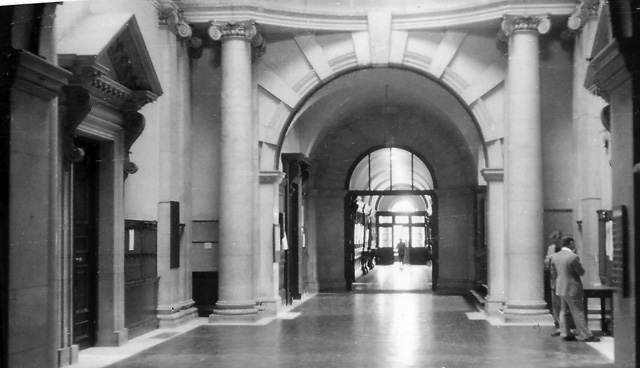
Bryanston Hall.
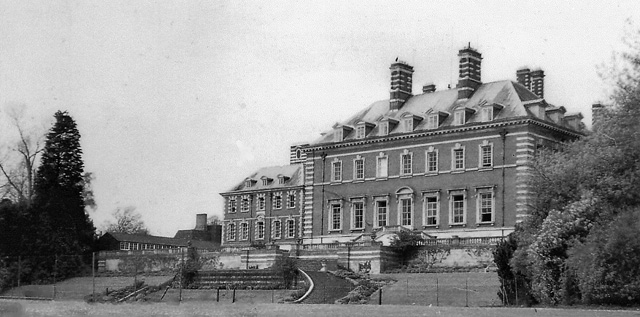
Manoir de Bryanston.
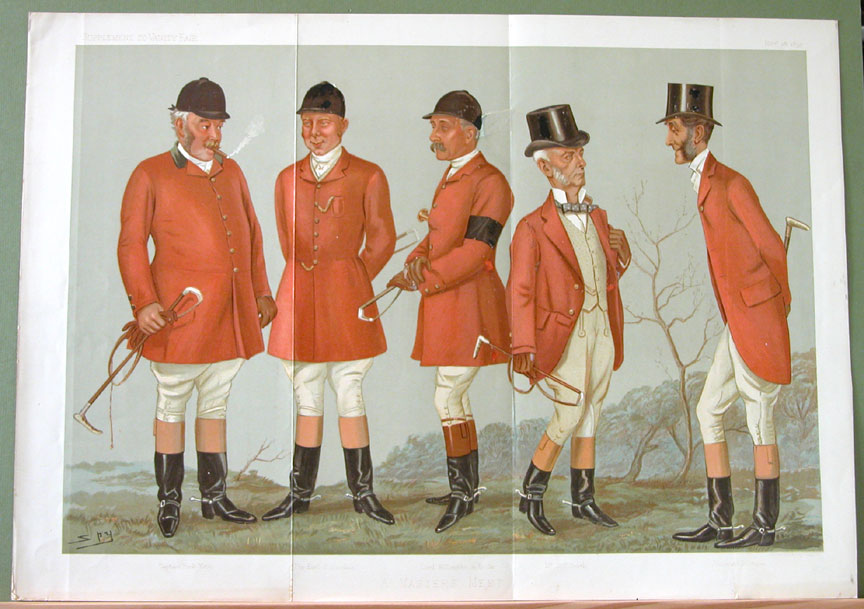
Caricature d'une Chasse au renard avec Henri, Lord Portman (à droite).

### Sources
- (en) Cet article est partiellement ou en totalité issu de l’article de Wikipédia en anglais intitulé « Portman Estate » (voir la liste des auteurs).

- (en) Cet article est partiellement ou en totalité issu de l’article de Wikipédia en anglais intitulé « Viscount Portman » (voir la liste des auteurs).